# 1936 في لبنان
فيما يلي قوائم الأحداث التي وقعت خلال عام 1936 في لبنان.

## سياسة

### تعيين في المنصب
- 20 يناير – إميل إده رئيس الجمهورية اللبنانية.
- 30 يناير – أيوب ثابت رئيس وزراء لبنان.

### انتهاء فترة المنصب
- 20 يناير – حبيب باشا السعد رئيس الجمهورية اللبنانية.

## مواليد

### يناير
- 1 يناير – بيني أفرات فنان إسرائيلي.
- 1 يناير – ستراك سركسيان موسيقي لبناني.
- 1 يناير – سعد حداد ضابط لبناني منشق،ومؤسس جيش لبنان الجنوبي الموالي لإسرائيل.
- 1 يناير – محمد سماك
- 1 يناير – مهدي عامل
- 12 يناير – إميل لحود رئيس لبناني سابق.

### فبراير
- 19 فبراير – سهيل أيوب مسايف لبناني.

### يوليو
- 13 يوليو – محمود كحيل فنان لبناني.

### نوفمبر
- 1 نوفمبر – جوزيف الخوري

## وفيات

### يوليو
- 11 يوليو – نجيب دياب (مواليد 1870) صحفي لبناني - أمريكي.